# Els amants d'Ain Sakhri
Els amants d'Ain Sakhri és el nom donat a una escultura que va ser trobada dins una de les coves d'Ain Sakhri, prop de Betlem. Es considera que l'escultura té 11.000 anys d'antiguitat i és la representació més antiga coneguda de dues persones que tenen relacions sexuals.

## Descobriment
L'escultura va ser identificada el 1933 per René Neuville, prehistoriador i cònsol francès a Jerusalem, quan mirava un conjunt heterogeni de troballes obtingudes per sacerdots francesos a Betlem. Va trobar la pedra mentre visitava un petit museu amb el pare Breuil. Neuville va identificar immediatament que era important i va ser capaç d'aconseguir que li presentessin el beduí que havia fet la troballa a Wadi Khareitoun, i el van portar a una de les coves d'Ain Sakhri. Les excavacions van revelar que la cova s'havia fet servir com a llar feia milers d'anys i les troballes eren del natufià. Per aquesta raó es creu que la figureta tenia un ús domèstic i no formava part dels objectes usuals dels funerals. El Museu Britànic la va comprar el 1958 en una subhasta per la venda del patrimoni de M. Y. Neuville.
La persona que va fer l'escultura procedia del natufià, una cultura primerenca que sembla que incloïa els primers humans que van recol·lectar llavors d'herbàcies, pas important en l'agricultura, ja que amb el temps va permetre als grangers triar quines llavors menjar i quines conservar per plantar-les la següent temporada. Aquest poble caçava gaseles i van ser els primers, que se sàpiga, que van domesticar gossos, ovelles i cabres, la qual cosa també implica la cria selectiva. S'ha especulat que l'estabilitat d'haver aconseguit un programa de menjar permetia als natufians formar àmplies comunitats de dues-centes o tres-centes persones, i crear art.

## Descripció
L'escultura es va fer tallant un còdol de calcita, escollint una pedra en punta per identificar la posició de la parella. Malgrat que no té detalls, com cares, es considera que és una peça d'escultura enginyosa. Un artista, Marc Quinn, va assenyalar que la figura sembla diferent depenent de la perspectiva del qui la mira. Pot semblar una parella, un penis, pits, o una vagina depenent de la perspectiva, o també dos testicles quan es veuen de cap per avall, des de baix. La compara amb una pel·lícula pornogràfica moderna en què l'acció podria incloure primers plans i plans generals. Queda clar que les figures en la parella estan enfront una de l'altra, però el sexe de les figures només pot suposar-se. El que es pot afirmar és que l'escultura és fàl·lica.